# Jean Daniélou
Jean-Guenolé-Marie Daniélou, född 14 maj 1905 i Neuilly-sur-Seine, Frankrike, död 20 maj 1974 i Paris, var en fransk teolog och kardinal, utnämnd 1969 av påven Paul VI. År 1972 invaldes han i Franska akademien. 
Genom hans utnämning till kardinal gavs ett officiellt romerskt erkännande åt den fransk-romerska nyteologi, utformad av den krets där Daniélou ingick. Enligt denna måste man gå tillbaka till källorna, Bibeln och fornkyrkan, och framstår bibelteologin, i stället för skolastisk teologi, som det mest fruktbärande.
Daniélou avled i samband med ett besök hos en känd prostituerad. Enligt katolska kyrkan var han där i själavårdssyfte. Andra, t.ex. satirtidniningen Le Canard Enchainé tolkade situationen helt annorlunda.